# Александър Василиев
Александър Семьонович Василиев (на руски: Александр Семёнович Васильев) е руски изследовател, астроном, геодезист.

## Биография

### Произход и младежки години (1868 – 1899)
Роден е през 1868 година в Николаев, Херсонска губерния, Руска империя (днес Николаевска област, Украйна). През 1895 завършва Императорски новорусийски университет в Одеса, специалност геодезия.
Василиев започва своята научна кариера през студентските си години, избирайки „проблема за ротацията на Венера“ като първата си изследователска тема. След като завършва университета през 1896, Василиев заминава в Пулково в Главната астрономическа обсерватория, където работи до края на живота си.

### Изследователска дейност (1899 – 1900)
През 1899 – 1900 взема участие като заместник-началник в руско-шведската експедиция на Феодосий Чернишов на архипелага Шпицберген. Самостоятелно пресича няколко пъти Земя Сьоркап (североизточната част на остров Западен Шпицберген), като открива и картира редица планински масиви, в т.ч. връх Нютон (вторично, 1712 м), най-високия на архипелага и ледника Василиев (кръстен на негово име).
Събраните материали от експедицията описва в книгата си: „На Шпицберген и по Шпицбергену во время градусного измерения“ (1915).

### Следващи години (1900 – 1947)
След експедицията продължава да работи в Пулковската обсерватория. В допълнение към научната си работа той обръща голямо внимание и на педагогическата дейност.
През 1919 става почетен лекар по астрономия и геодезия на Императорския новорусийски университет. В периода 1920 – 1924 е старши ръководител на геодезистите във Военно-инженерната академия.
Умира на 4 март 1947 година в Пулково. Погребан е в гробището на Пулковската обсерватория.

## Памет
Неговото име носят:
- връх в архипелаг Шпицберген;
- ледник архипелаг Шпицберген.

## Трудове
- „На Шпицберген и по Шпицбергену во время градусного измерения“ (1915);

- „Влияние формы и приливов земной атмосферы на зенитные расстояния светил“, „Известия Российской акад. наук“, 1919, т. 13, ч. 1, № 3;
- „Нереальная оценка точности нивелирований горизонтальной оси в пассажных инструментах“, ч. 1 – 3, „Известия Акад. наук СССР. Отд. физ.-мат. наук“, 1928, № 2, стр. 151 – 72; № 3. стр. 215 – 40; № 4 – 5, стр. 303 – 318;
- „Условия надежного нивелирования горизонтальной оси в пассажных инструментах“, там же, 1928, № 4 – 5;
- „Колебания широты Пулкова в 1896“, 3 – 1902, 3 гг., по наблюдениям А. Д. Педашенко в первом вертикале на пассажном инструменте, Л., 1936 (Труды Главной астрономич. обсерватории в Пулкове" Serie 2, v. 48).